# Kyneria anticlina
Kyneria anticlina là một loài bướm đêm trong họ Noctuidae.